# Kronika wypadków miłosnych
Kronika wypadków miłosnych is een Poolse dramafilm uit 1986 onder regie van Andrzej Wajda.

## Verhaal
In 1939 hoopt Witek te slagen voor zijn eindexamen, zodat hij aan de universiteit kan gaan studeren. Hij is verliefd op zijn medestudente Alina. Daardoor gaat hij zijn studie verwaarlozen. De geliefden plegen symbolisch zelfmoord, voordat ze wakker worden geschud door de oorlog.

## Rolverdeling
| Acteur                        | Personage    |
| ----------------------------- | ------------ |
| Paulina Mlynarska             | Alina        |
| Piotr Wawrzynczak             | Witek        |
| Bernadetta Machala-Krzeminska | Greta        |
| Dariusz Dobkowski             | Angel        |
| Jaroslaw Gruda                | Lowa         |
| Tadeusz Konwicki              | Vreemdeling  |
| Tadeusz Lomnicki              | Pastoor Baum |